# Red Hat
Red Hat (с англ. — «красная шляпа») — американская компания, производитель программного обеспечения на основе операционной системы Linux: Red Hat Enterprise Linux (распространяется по годовой подписке), Fedora, CentOS, CoreOS.
Кроме дистрибутивов Linux выпускала ряд системных и платформенных программных продуктов на основе открытого программного обеспечения, в том числе среду компиляции и выполнения приложений Linux под Windows — Cygwin, линейку связующего программного обеспечения под маркой JBoss, систему управления виртуализацией RHEV (включающую гипервизор KVM), дистрибутив Kubernetes OpenShift, программно-определяемые сети хранения Ceph и GlusterFS, системы управления конфигурациями на основе Ansible. Внесла существенный вклад в такие программные проекты, как GNOME, systemd, Pulseaudio, вошедшие в большинство современных дистрибутивов Linux. В числе услуг — техническая поддержка, обучение системных администраторов и разработчиков, приём практических лабораторных экзаменов (таких как RHCT и RHCE).
Главный офис — в городе Роли (Северная Каролина). В 2019 году поглощена корпорацией IBM.

## История

Старый логотип Red Hat.

Возникла в 1995 слиянием проектов Марка Юинга (Red Hat Linux, создан в 1994) и Боба Янга (ACC corp.).
До 2002 года основным продуктом фирмы была операционная система общего назначения Red Hat Linux, в мае 2002 года состоялся выпуск корпоративной операционной системы Red Hat Linux Advanced Server 2.1 (позднее переименованной в Red Hat Enterprise Linux AS 2.1), разработанной на основе Red Hat Linux 7.2 в рамках отдельного проекта. В 2003 году Red Hat сменила политику выпуска дистрибутивов, отказавшись от выпуска коробочных версий Red Hat Linux (последняя коробочная версия Red Hat Linux 9) и превратив внутренний процесс разработки Red Hat Linux в открытый проект Fedora (с англ. — «фетровая шляпа»), не обеспечиваемый официальной поддержкой, но поддерживаемый сообществом разработчиков и экспертов по Linux, наиболее активную часть которого составляют сотрудники Red Hat. В результате корпоративное решение называется Red Hat Enterprise Linux, а свободно распространяемый открытый дистрибутив — Fedora. Проект Fedora задуман компанией как тестовая площадка для новых технологий и компонентов системы, которые позднее могут быть использованы в корпоративных дистрибутивах.
5 июня 2006 года компания приобрела разработчика открытых корпоративных решений промежуточного слоя JBoss.
К концу 2000-х годов в компании работало более 3500 сотрудников; 27 июля 2009 года компания была включена в список S&P 500.
20 октября 2015 года поглощена компания-разработчик модульной системы управления конфигурациями Ansible; 2 августа 2017 года куплены технологии и активы компании Permabit — разработчика программного обеспечения для дедупликации и сжатия данных.
28 октября 2018 года компания IBM объявила о покупке Red Hat за $34 млрд; сделка завершена 9 июля 2019 года.
На продукцию Red Hat (включая разрабатываемые сообществом CentOS и Fedora) действуют экспортные ограничения по поставкам в Кубу, Иран, Северную Корею, Судан, Сирию и с 2017 года в Крым. 9 марта 2022 года подразделение присоединилось к бойкоту России и Белоруссии и ушло с российского рынка.